# Stuart Russell (homme politique)
Pour les articles homonymes, voir Russell.
Stuart Hugh Minto Russell, né à Calcutta le 18 janvier 1909 et mort à la guerre en Égypte le 30 octobre 1943, est un homme politique britannique.

## Biographie
L'aîné de deux enfants, il naît dans la présidence du Bengale en Inde britannique, où son père Sir Charles Russell est fonctionnaire. Il est éduqué à Rugby School, prestigieuse public school dans le comté du Warwickshire en Angleterre, de 1922 à 1927. En 1927 il devient étudiant pensionnaire au Trinity College de l'université de Cambridge, où il obtient en 1930 un diplôme de Bachelor of Arts (licence). En parallèle à ses études, il est cadet dans le Corps de formation des officiers des universités, corps de la réserve de l'Armée britannique qui forme les étudiants volontaires à une carrière militaire. Il étudie ensuite les sciences économiques à l'université rhénane Frédéric-Guillaume de Bonn, à Bonn en Allemagne,,.
Membre du Parti conservateur, aux élections législatives de 1935 il est élu député de la ville de Darwen, dans le Lancashire, ravissant ce siège au député sortant Herbert Samuel, ancien secrétaire d'État à l'Intérieur et alors chef du Parti libéral. Lors de son premier discours à la Chambre des communes, il exprime son soutien « ardent » au programme de réarmement du pays mené par le gouvernement conservateur de Stanley Baldwin, mais regrette que le niveau « prédateur » des impôts décourage les entrepreneurs et freine la reprise économique après la Grande Dépression. Il appelle le gouvernement à songer à des coupes « drastiques » dans les dépenses publiques autres que militaires, et à un élargissement du nombre des personnes soumises à l'impôt direct, afin que les personnes moins fortunées contribuent directement aux finances publiques,.
De 1936 à 1937 il est secrétaire parlementaire privé auprès du sous-secrétaire d’État à l’Air, Sir Philip Sassoon, dans le ministère responsable de la Royal Air Force. De 1937 à 1938 il est secrétaire parlementaire privé auprès du chancelier de l'Échiquier (ministre des Finances) Sir John Simon, dans le nouveau gouvernement de Neville Chamberlain. Il soutient la politique d'apaisement menée par le gouvernement conservateur, qui cherche à éviter une guerre contre les puissances fascistes d'Europe continentale, et soutient également la politique du gouvernement d'encourager les chômeurs à travailler dans les usines d'armement pour poursuivre le réarmement du pays. En 1936 il prend la parole à la Chambre contre la motion de censure déposée contre le gouvernement par le Chef de l'opposition parlementaire, le travailliste Clement Attlee. Attlee accuse le gouvernement conservateur d'avoir, en demeurant passif face à l'invasion italienne de l'Éthiopie (ou Abyssinie), d'avoir « trahi le peuple d'Abyssinie qui lui faisait confiance », « détruit la Société des nations comme instrument effectif pour la paix », et fait preuve d'un manque total de politique étrangère cohérente. Stuart Russell, défendant le gouvernement, explique :
« J'ai toujours soutenu ce gouvernement et sa politique étrangère. Je vais le soutenir dans sa décision de lever les sanctions à l'encontre de l'Italie, en concertation avec d'autres pays. [...] Maintenir la paix pour notre pays est plus important, plus impératif que ce ne l'a jamais été. [...] Tout pays qui s'engagerait dans une grande guerre européenne en sortirait absolument prostré, réduit à la pauvreté, à la destitution financière et économique. [...] [S]oit la guerre doit être évitée en Europe, soit, si une guerre s'enclenche en Europe, notre pays doit se tenir en retrait et refuser d'y participer ».

Fin 1938 il démissionne de son poste au ministère des Finances pour, explique-t-il, pouvoir soutenir librement la politique étrangère du gouvernement,,,.
En mai 1940, toutefois, il vote contre le gouvernement Chamberlain à l'issue du débat sur la Norvège, au cours duquel Clement Attlee dénonce l'état d'impréparation du gouvernement face à la guerre et en relation à la campagne de Norvège, et dépose une nouvelle motion de censure pour contraindre Neville Chamberlain à la démission. Stuart Russell, comme les autres députés conservateurs, reçoit l'ordre strict de voter en faveur du gouvernement, et Sir John Simon tente de le persuader que renverser le gouvernement mènerait les travaillistes au pouvoir. Stuart Russell, comme trente-huit autres députés de la majorité parlementaire, vote aux côtés de l'opposition travailliste pour la destitution du gouvernement, malgré les insultes criées par ses collègues. Si le gouvernement remporte néanmoins le vote, le désaveu est tel que Neville Chamberlain présente sa démission au roi George VI, et Winston Churchill est nommé Premier ministre à la tête d'un gouvernement national incluant les travaillistes. La même année, Stuart Russell est fait officier dans le Régiment royal d'artillerie. Détaché au régiment d'infanterie des Coldstream Guards avec le rang de capitaine, il est déployé à la guerre,,,,.
En juillet 1941 son frère cadet, le lieutenant Raymond Russell du régiment d'artillerie anti-aérienne City of London Rifles (en), meurt à la guerre à l'âge de 28 ans. Stuart Russell meurt à l'âge de 34 ans durant son service en Égypte en octobre 1943, des suites d'une fièvre contractée en Sicile durant sa participation à la campagne d'Italie. Il est inhumé au cimetière du mémorial de guerre d'Alexandrie. Il est l'un des cinquante-six parlementaires britanniques morts à la Seconde Guerre mondiale et commémorés par un vitrail au palais de Westminster,,,.